# Lambda

Lambda — majuskulní i minuskulní varianta

Lambda (majuskulní podoba Λ, minuskulní podoba λ, řecký název λάμβδα i λάμδα) je jedenácté
písmeno řecké abecedy a v systému řeckých číslovek má hodnotu 30.

## Využití
Majuskulní varianta písmena 'Λ' se používá pro:
- elementární částice Λ ve fyzice částic
- symbol starověkého Lakedaimónu, vojenský znak spartských bojovníků
- kosmologická konstanta – v teorii relativity a teorii vývoje vesmíru

minuskulní varianta písmena 'λ' se používá pro:
- vlnovou délku ve fyzice
- Magnetickou vodivost v elektrotechnice
- tepelná vodivost ve fyzice
- Laméův elastický koeficient ve fyzice
- označení prázdného slova ve formálních jazycích
- označení funkce v lambda kalkulu
- vlastní číslo v matematice
- Lebesgueovu míru v matematice
- Lagrangeův multiplikátor v matematice (viz též článek o vázaných extrémech)
- zeměpisnou délku
- symbol hnutí za práva homosexuálů
- symbol her Counter Strike a Half Life

## Reprezentace v počítači
V Unicode je podporováno jak
- majuskulní lambda
  - U+039B GREEK CAPITAL LETTER LAMBDA
- tak minuskulní lambda
  - U+03BB GREEK SMALL LETTER LAMBDA

V HTML je možné je zapsat pomocí &#923; respektive &#955;. Lze je také zapsat pomocí HTML entit
&Lambda; respektive &lambda;.
V LaTeXu se majuskulní lambda píše příkazem \Lambda a minuskulní lambda příkazem \lambda.